# Troye Sivan
Troye Sivan Mellet (n. 5 iunie 1995, Johannesburg, Africa de Sud), cunoscut ca Troye Sivan, este un cântăreț, compozitor, actor și youtuber australian de origine sud-africană. Canalul său de Youtube are peste 4,4 milioane de abonați (octombrie 2017).  În octombrie 2014, revista Time l-a numit Troye Sivan ca fiind unul dintre cei mai influenți adolescenți ai anului (2014). 
Pe 15 august 2014, lansează primul EP, intitulat TRXYE, care a ajuns pe locul 5 în Billboard 200. Piesa principală a EP-ului, „Happy Little Pill”, a fost locul 10 în topurile australiene. Pe 4 septembrie 2015, Troye a lansat cel de-al doilea EP, numit Wild. Albumul de debut, Blue Neighbourhood, a fost anunțat pe 14 octombrie și a fost lansat pe 4 decembrie.

## Discografie
- Blue Neighbourhood (2015)
- Bloom (2018)
- Something to Give Each Other (2023)